# Villa Frieda (Serkowitz)
Die Villa Frieda liegt im Stadtteil Serkowitz des sächsischen Radebeul, in der Gohliser Straße 4. Sie wurde um 1875 erbaut.

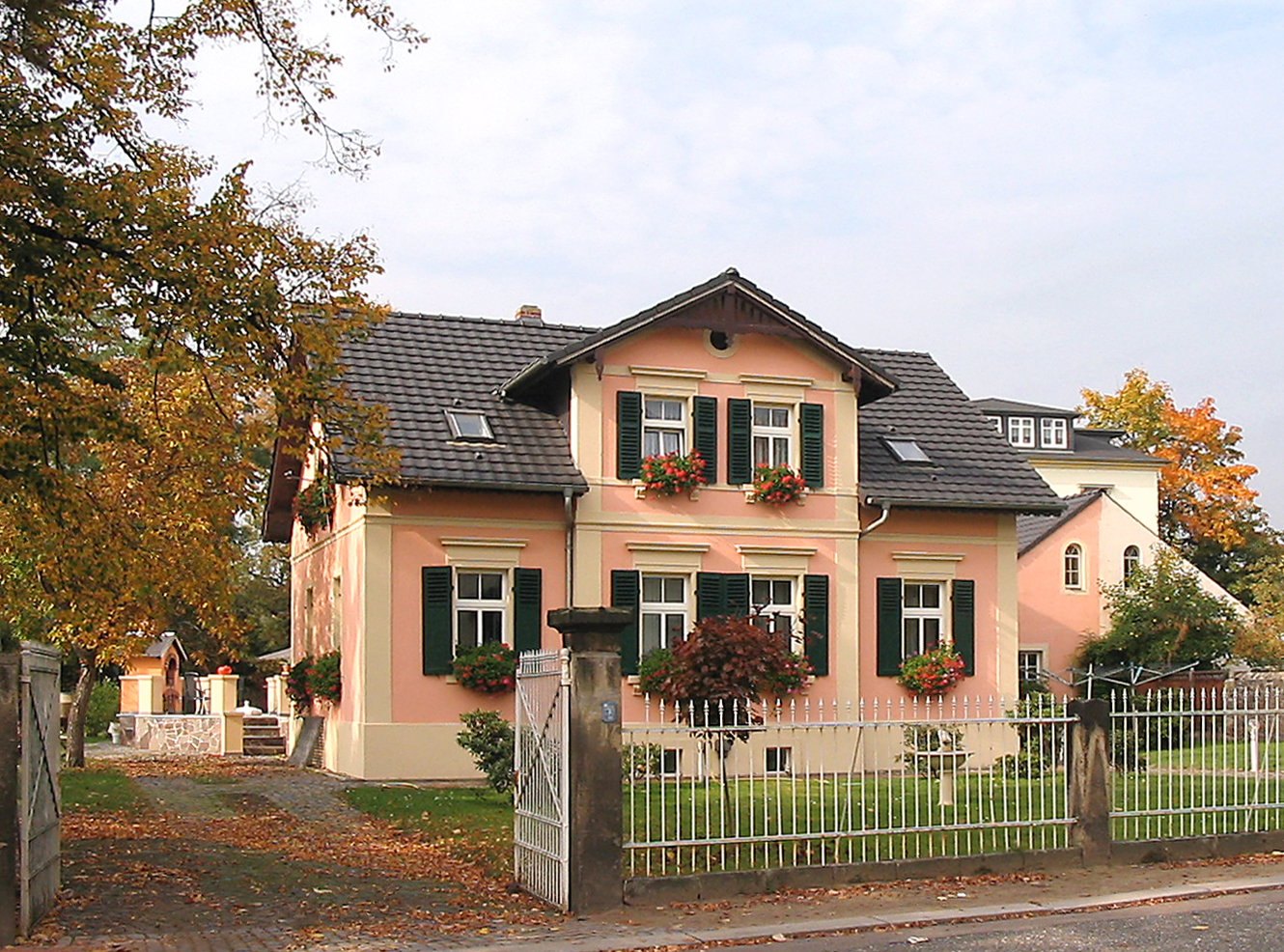
Villa Frieda (2008)

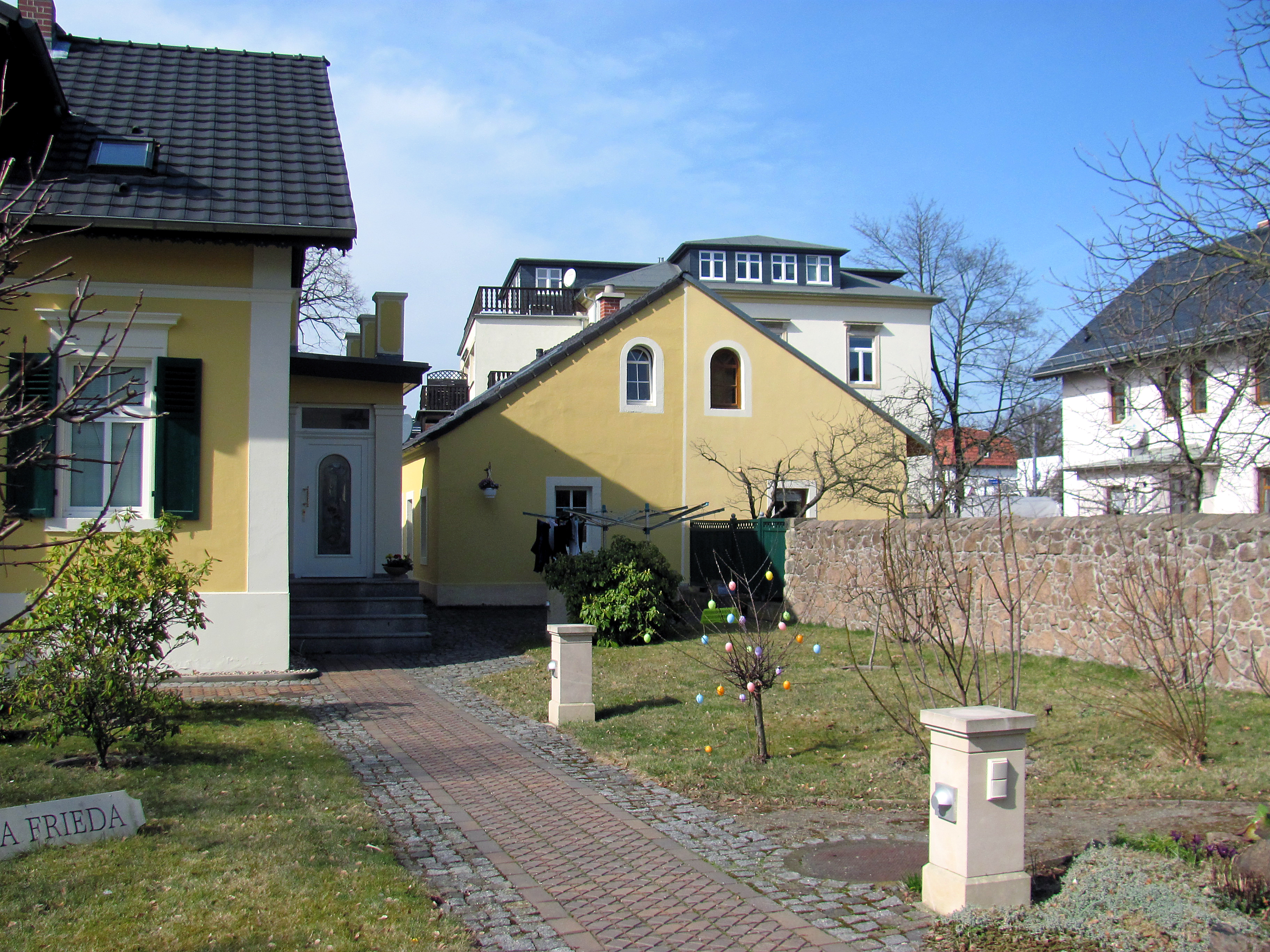
Villa Frieda, Nebengebäude (2015)

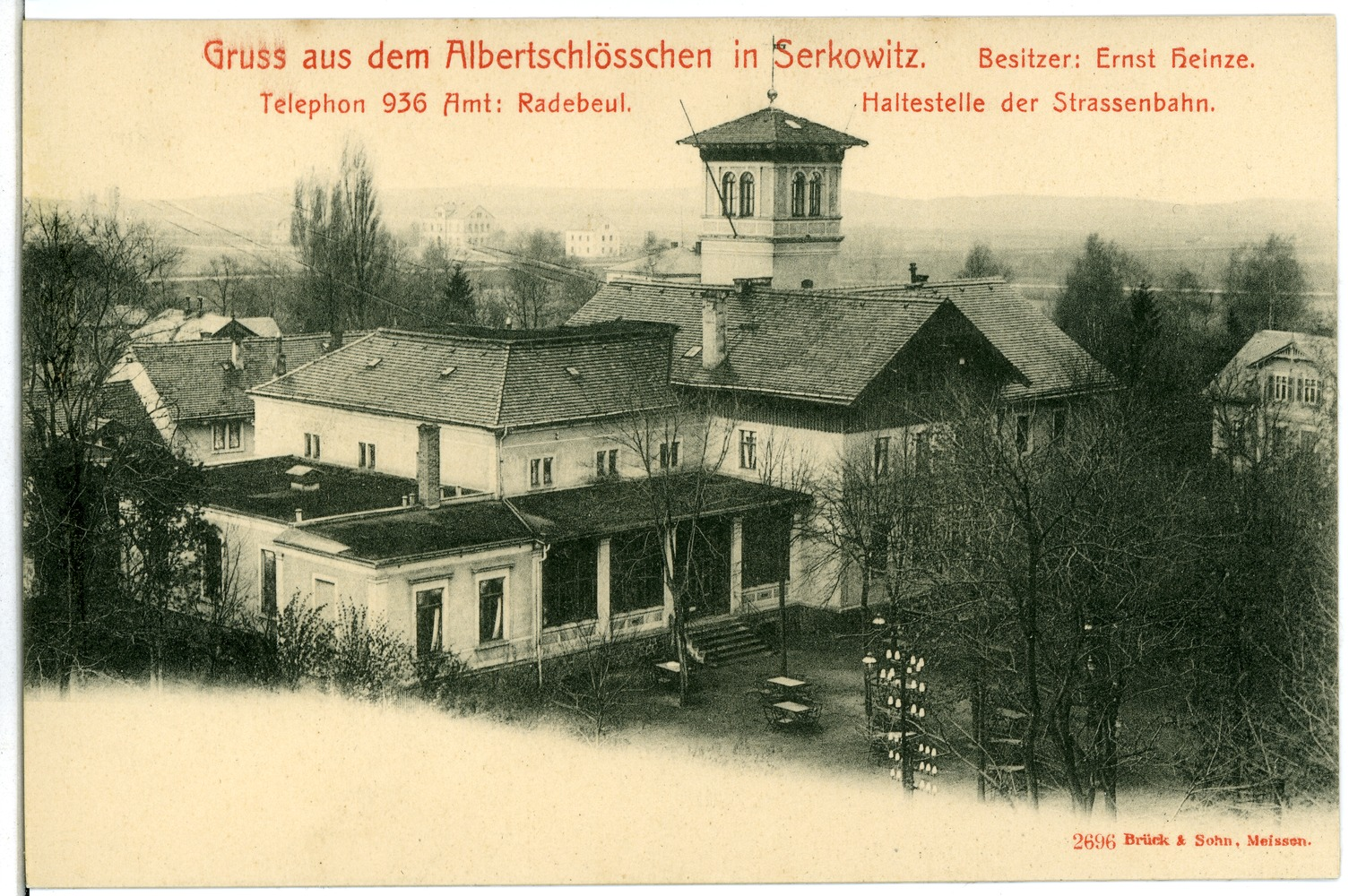
Villa Frieda (rechts) gegenüber dem Albertschlösschen, 1902

## Beschreibung
Die landhausartige, mitsamt Einfriedung und Nebengebäude denkmalgeschützte Villa ist eingeschossig mit einem Kniestock, obenauf hat sie ein Satteldach. Die traufseitige Hauptansicht zur Straße zeigt einen zweigeschossigen Mittelrisaliten mit einem Sparrengiebel. In der rechten Seitenansicht befindet sich ein Eingangsvorbau.
Das verputzte Gebäude trägt Putzgliederungen sowie Sandsteingliederungen, die Fenster haben gerade Verdachungen und Fensterläden.
Auf der rechten Grundstücksseite steht das denkmalgeschützte Nebengebäude mit Pultdach, dessen Rückwand auf der Grundstücksgrenze zum Nachbarn sich an das spiegelverkehrte Nebengebäude der Gohliser Straße 2 anlehnt.
Die Einfriedung besteht aus einem Eisenzaun zwischen Sandsteinpfeilern.